# Trachylepis gravenhorstii
Trachylepis gravenhorstii este o specie de șopârle din genul Trachylepis, familia Scincidae, descrisă de Auguste Henri André Duméril și Bibron 1839. A fost clasificată de IUCN ca specie cu risc scăzut. Conform Catalogue of Life specia Trachylepis gravenhorstii nu are subspecii cunoscute.

## Galerie

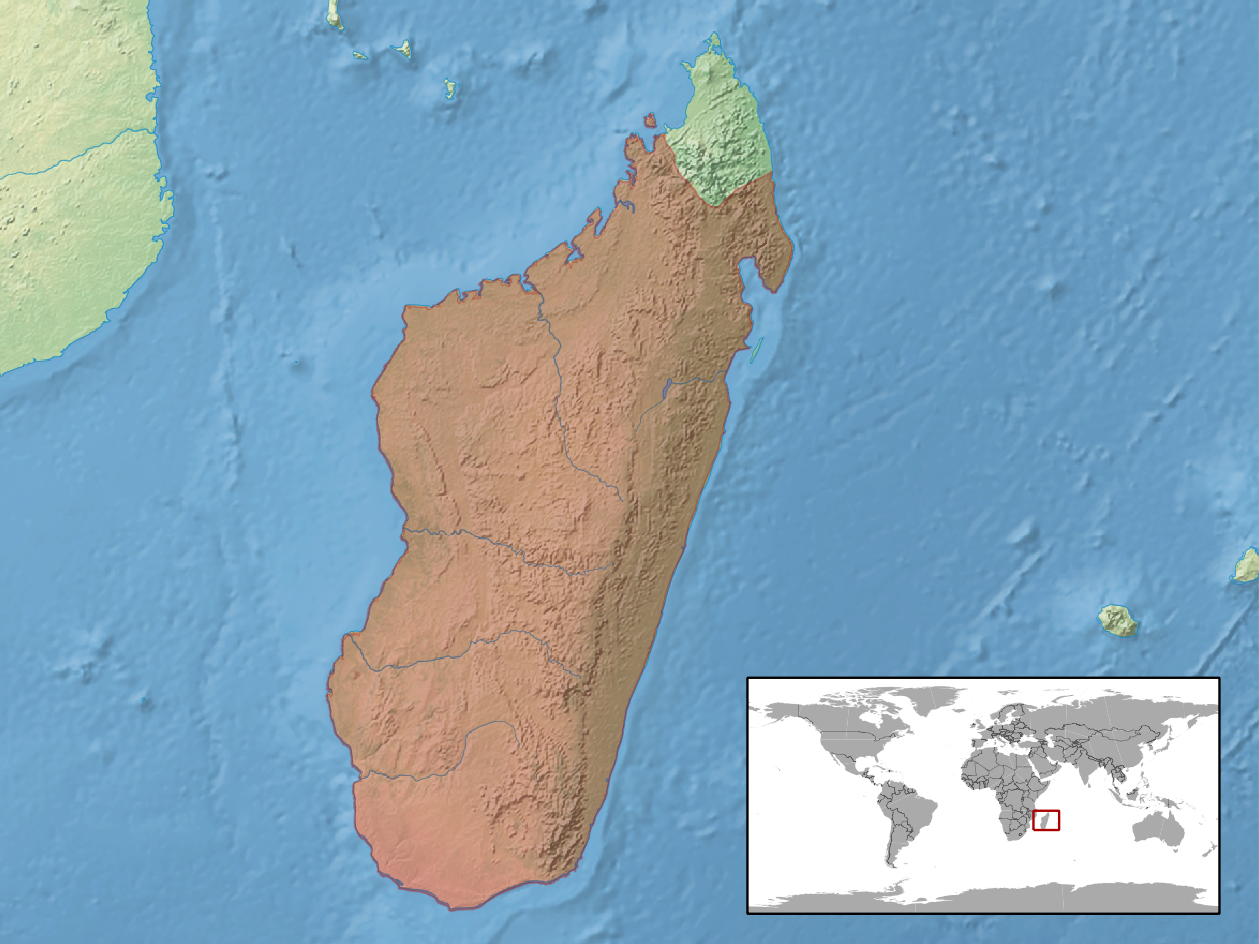